# Ulric II de Caríntia
Ulric II (vers 1176; † 10 d'agost de 1202) de la casa de Sponheim, fou duc de Caríntia de 1181 a 1202. Era el fill gran del duc Herman de Caríntia (al que va succeir) i d'Ines, filla d'Enric Jasomirgott d'Àustria.
Era jove quan va succeir al seu pare el 1181 i va quedar sota la tutela del seu oncle, el duc Leopold V de Babenberg (+1194). El tutor va signar el 1186 un tractat de successió reciproca amb el marcgravi d'Estíria, Ottokar IV, que no tenia descendència, i encara que els Sponheim i tenien més dret no hi havia un duc major d'edat per reclamar contra el tutor. Ulric II va governar des 1194 per compte propi, donant suport com els seus predecessors als Hohenstaufen. El 1197 va participar en la croada de l'emperador Enric VI a Terra Santa i va agafar una malaltia que des de 1198/1199 el va deixar incapaç de governar.
Va agafar la regència el seu germà petit, Bernat de Sponheim. Ulric II va morir finalment el 1202 i Bernat va assolir la posició de duc com a Bernat de Caríntia.